# Simpaticolítico
En farmacología las sustancias simpaticolíticas, adrenolíticas o antiadrenérgicas son un grupo numeroso de agentes farmacológicos que suprimen la actividad del sistema nervioso simpático, ya sea bloqueando la transmisión de impulsos desde las fibras postganglionares adrenérgicas antagonizando sus receptores hacia los órganos o tejidos efectores, o bien disminuyendo la síntesis o secreción del neurotransmisor noradrenalina a nivel presináptico, e inhibe de esta manera algunas funciones del sistema nervioso simpático como la contracción del músculo liso y la secreción glandular. Tienen diversas indicaciones, por ejemplo, pueden ser usados como antihipertensivos. También se utilizan para tratar la ansiedad, como el trastorno de ansiedad generalizada, trastorno de pánico y trastorno de estrés postraumático.
Los agentes antiadrenérgicos o antagonistas adrenérgicos inhiben la neurotransmisión de epinefrina y norepinefrina. Ellos son primariamente antagonistas adrenérgicos, alfabloqueantes y betabloqueantes que inhiben los receptores adrenérgicos, pero hay excepciones como la clonidina y guanfacina, agonistas α2 adrenérgico, ya que este receptor es presináptico e inhibe la liberación de las catecolaminas adrenalina y noradrenalina.
Otras formas de inhibir la señalización adrenérgica es mediante el bloqueo de la síntesis de catecolaminas, por ejemplo la metiltirosina. La reserpina inhibe el transporte de noradrenalina dentro de las vesículas sinápticas mediante la inhibición del transportador vesicular de monoamina (VMAT)

## Clasificación
- A. Simpaticolíticos presinápticos o de acción indirecta
  - Inhibidores de la síntesis de noradrenalina
    - α-metiltirosina o metitirosina
    - Carbidopa
    - Benseracida
    - α-metil-dopa (acción central)

  - Inhibidores del almacenamiento
    - Reserpina

  - Inhibidores de la liberación
    - Betanidina
    - Bretilio
    - Debrisoquina
    - Guanetidina
    - Guanadrel
    - Clonidina (agonista α2 de acción central)
    - Guanfacina (agonista α2 de acción central)
    - Guanabenz (agonista α2 de acción central)
    - Dexmedetomidina

  - Otros axoplasmáticos
    - Deserpidina
    - Rescinamina
    - Pargilina (IMAO)
    - Tranilcipromina

- B. Simpaticolíticos postsinápticos o de acción directa
  - Bloqueadores α1 adrenérgicos selectivos
    - Alfuzosina
    - Doxazosina
    - Indoramina
    - Prazosina
    - Tamsulosina
    - Terazosina
    - Trimazosina
    - Urapidilo

  - Bloqueadores α2 adrenérgicos selectivos
    - Yohimbina
    - Mirtazapina

  - Bloqueadores α totales o no selectivos (α1 y α2)
    - Reversibles
      - Fentolamina
      - Tolazolina

    - Irreversibles
      - Fenoxibenzamina

    - Alcaloides dihidrogenados del Ergot, dihidroergotoxina, nicergolina

- - Bloqueadores β adrenérgicos
    - Bloqueadores no selectivos β1 y β2:
      - Propanolol
      - Timolol
      - Nadolol
      - Pindolol
      - Sotalol
      - Carvedilol
      - Alprenolol (agonista parcial)
      - Oxprenolol (agonista parcial)
      - Penbutolol (agonista parcial)
      - Levobunol (agonista parcial)
      - Carteolol (agonista parcial)

    - Bloqueadores β1:(cardioselectivos)
      - Acebutolol
      - Atenolol
      - Betaxolol
      - Bisoprolol
      - Celiprolol
      - Esmolol
      - Metoprolol
      - Nevilolol
      - Practolol

    - Bloqueadores β2
      - Butoxamina

  - Bloqueadores α/β inespecíficos
    - Bucindolol
    - Carvedilol
    - Labetalol
    - Prizidinol
    - Medroxalol

  - Bloqueadores de receptores D1
    - Neurolépticos

## Uso clínico

### Hipertensión
Muchos agentes antiadrenérgicos son usados como antihipertensivos. Estos incluyen:
- Acción central:
  - Prazosina ( antagonista α1)
  - Rescinamina (IECA)
  - Reserpina (inhibidor del VMAT)
  - Rilmenidina (agonista del receptor de imidazolina)
- Bloqueo ganglionar: 
  - Mecamilamina (antagonista del receptor nicotínico α3β4)
  - Trimetafán (antagonista de los receptores nicotínicos de tipo ganglionar)
- De acción periférica
  - Guanetidina (inhibidor de la magnesio-ATPasa)
  - Indoramina (antagonista α1)
  - Doxazosina (bloqueador alfa)
- Bloqueador beta
  - Agentes no selectivos
    - Alprenolol
    - Bucindolol
    - Carteolol
    - Carvedilol (tiene actividad α-bloqueante adicional)
    - Labetalol (tiene actividad α-bloqueante adicional)
    - Nadolol
    - Penbutolol (tiene actividad simpaticomimética intrínseca)
    - Pindolol (tiene actividad simpaticomimética intrínseca)
    - Propranolol
    - Sotalol
    - Timolol

  - Agentes β1-selectivos
    - Acebutolol (tiene actividad simpaticomimética intrínseca)
    - Atenolol
    - Betaxolol
    - Bisoprolol
    - Celiprolol
    - Esmolol
    - Metoprolol
    - Nebivolol

  - Agentes β2-selectivos
    - Butaxamina (débil actividad agonista α-adrenérgica); no tiene aplicaciones clínicas comunes, pero que se utiliza en experimentación.
    - ICI-118551; antagonista altamente selectivo del receptor β2-adrenérgico; no se conocen aplicaciones clínicas, sino que se utiliza experimentos debido a su fuerte especificidad con el receptor.

### Ansiedad

#### Betabloqueantes
Existe una clara evidencia de muchos ensayos controlados en los últimos 25 años de que los beta bloqueadores son eficaces para los trastornos de ansiedad, aunque el mecanismo de acción no se conoce.
Algunas personas utilizan los bloqueadores beta para paliar la ansiedad de ejecución o desempeño y el miedo escénico. En particular, los músicos, cantantes, oradores, actores, bailarines profesionales y opositores, usan bloqueadores beta para evitar el pánico escénico y el temblor durante la rendimiento en público y, especialmente, las audiciones. Los síntomas fisiológicos de la respuesta de lucha/huida asociada con la ansiedad y el pánico por desempeño (palpitaciones, temblor, manos frías y húmedas, hiperventilación, sudoración, etc.) se reducen de manera significativa, lo que permite que los individuos ansiosos poder concentrarse en la tarea en cuestión. Personas con tartamudez también utilizan bloqueadores beta para inhibir la respuestas de lucha/huida, por lo tanto, reduciendo la tendencia a tartamudear.
Puesto que promueven la reducción de la frecuencia cardíaca y temblor, los bloqueadores beta han sido utilizados por algunos tiradores olímpicos para mejorar el rendimiento, aunque los bloqueadores beta están prohibidas por el Comité Olímpico Internacional (COI). A pesar de que no tienen ningún beneficio reconocible para la mayoría de los deportes, se reconoce que son beneficiosos para deportes como el tiro con arco y tiro deportivo. Una reciente escándalo tuvo lugar en los Juegos Olímpicos de 2008, donde el doble medallista en tiro con pistola de 50 metros y 10 metros con pistola de aire comprimido, Kim Jong-su, dio positivo por propranolol y fue despojado de su medalla.
El trastorno de estrés postraumático (TEPT) se teoriza que es el resultado de patrones neurológicos exacerbados causados por la adrenalina y la fisiología del miedo en el cerebro. Se ha constado en l estudios clínicos que la administración de bloqueadores beta que atraviesan la barrera hematoencefálica inmediatamente después de un evento traumático, así como en los próximos siguientes semanas, reducen la aparición del trastorno de estrés postraumático.

#### Agonistas alfa-2
Los agonistas alfa-2 también puede ser utilizado para tratar la ansiedad y el pánico, como el trastorno de ansiedad generalizada, trastorno de pánico o trastorno de estrés postraumático. Los agonistas de los receptores adrenérgicos alfa 2, tales como clonidina y guanfacina, actúan en los autorreceptores noradrenérgicos para inhibir la activación de las células en el locus ceruleus, reduciendo de manera efectiva la liberación de norepinefrina cerebral. La clonidina se ha mostrado prometedora en pacientes con ansiedad, pánico y trastorno de estrés postraumático en ensayos clínicos y ha sido utilizada para tratar a niños en edad preescolar víctima de abusos y abandono graves. Se mejoró la conducta alterada mediante la reducción de la agresión, impulsividad, arrebatos emocionales, y oposicionalidad. También se constató reducción del insomnio y pesadillas.
Kinzie y Leung prescribieron la combinación de clonidina y imipramina a refugiados camboyanos traumatizado con ansiedad, pánico y trastorno de estrés postraumático. Los síntomas globales de trastorno de estrés postraumático se redujeron entre el 66% y las pesadillas en torno al 67%. La guanfacina produce menos sedación que la clonidina y puede ser mejor tolerada. La guanfacina reduce las pesadillas relacionadas con el trauma. Sin embargo en dos ensayos aleatorizados, doble ciego, la guanfacina para tratar el trastorno de estrés postraumático realizada en pacientes veteranos de guerra con trastorno de estrés postraumático crónico no mostró eficacia por lo que no avalan su uso para tratarlo.

#### Alfabloqueantes
La prazosina es un alfabloqueante antagonista de los receptores alfa-1. En un estudio con combatientes veteranos de Vietnam con trastorno de estrés postraumático tomando prazosina tuvieron una mejoría en la calidad robusta del sueño en general y los sueños angustiosos recurrentes. También tuvo un buen efecto en la disminuciónn de la intrusión y revivición del suceso traumático, en la evitación y embotamiento, la hiperexcitación; así como una reducción en la severidad global. La prazosina parece tener además potencial como tratamiento eficaz para los trastornos del sueño relacionados con el trastorno de estrés postraumático, incluyendo pesadillas relacionadas con el trauma, así como la ansiedad general y los síntomas del trastorno de estrés postraumático síntomas.